# Гравюра на металле

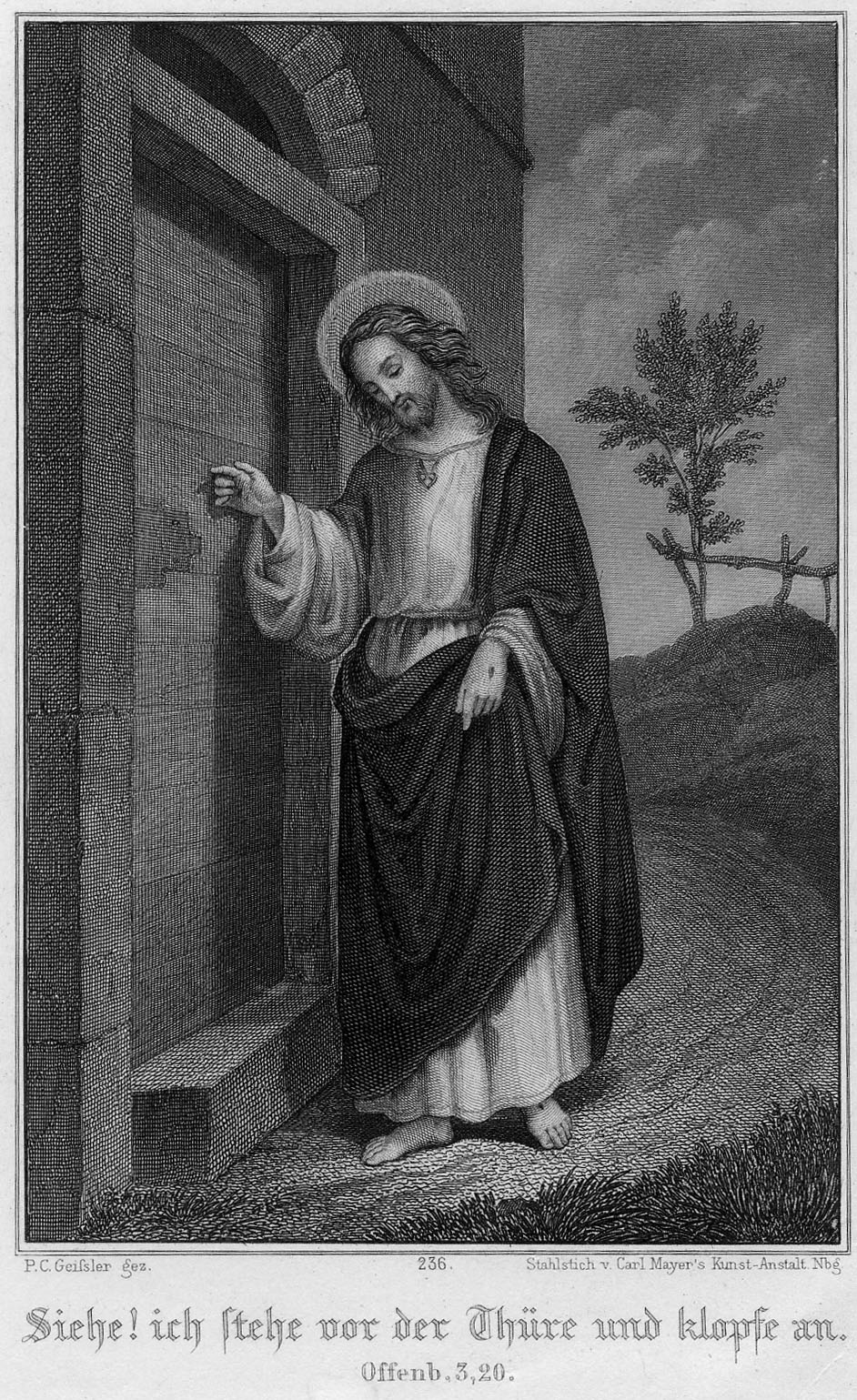

Гравюра на металле (фр. gravure от graver — вырезать, создавать рельеф) — вид графического искусства. Гравюры на металле существуют ручные, электромеханические, лазерные. Известны гравюры также на камне, мечах, наконечниках стрел.
Процесс представляет собой создание формованных выемок на металле и камне и получение узора таким образом.
Виды гравюры на металле:
- акватинта,
- медерит
- меццо-тинто,
- мягкий лак,
- офорт,
- пунктирная манера,
- резцовая гравюра,
- сухая игла и др.